# 프레드 하비 해링턴
프레드 하비 해링턴(영어: Fred Harvey Harrington, 1912년 6월 24일~1995년 4월 8일)은 미국의 역사학자이다. 미국의 대외 관계 및 정치사에 대한 연구 결과를 남겼으며 코넬 대학교와 뉴욕 대학교에서 학위를 취득했다. 위스콘신 대학교 매디슨와 아칸소 대학교에서 교편을 잡았으며 1962년부터 1970년까지 위스콘신 대학교 매디슨의 학장을 맡았다.

## 저서
- 《미국의 반제국주의 운동, 1898-1900》(The Anti-Imperialist Movement in the United States, 1898-1900, 1935)
- 《신과 매먼 그리고 일본인: 호러스 N. 알렌 박사와 한미 관계, 1884-1905》(God, Mammon and the Japanese : Dr. Horace N. Allen and Korean-American relations, 1884-1905, 1944)
- 《싸우는 정치인 N. P. 뱅크스 소장》(Fighting Politician, Major General N. P. Banks, 1948)
- 《미국 문명의 역사》(A History of American Civilization, 1953, 공저)